# Wizball
Wizball è un videogioco sviluppato originariamente per Commodore 64 da Jon Hare e Chris Yates della Sensible Software e pubblicato nel 1987 dalla Ocean Software. Nel 1987-1988 è stato convertito da altre persone per i computer Amiga, Amstrad CPC, Atari ST, IBM compatibili, Thomson TO7 e ZX Spectrum. La colonna sonora (Commodore 64) è stata firmata da Martin Galway.

## Trama
Scopo del gioco è aiutare il mago Wiz ed il suo gatto Nifta a riportare la felicità in Wizworld, dopo che il perfido Zark ne ha sottratto colori e gioia di vivere, condannando il mondo in un triste e monotono grigio.

## Modalità di gioco
Apparentemente Wizball è un classico gioco a scorrimento orizzontale lungo scenari disseminati da nemici su cui far fuoco. Lo scopo reale, tuttavia, è quello di collezionare delle gocce di colore che andranno a variare il colore dei fondali. Ogni livello, infatti, inizia con una colorazione interamente in toni di grigio e deve essere colorato con tre diverse tinte prima di essere marcato come completato. Il giocatore ha accesso a tre livelli per volta, in ognuno dei quali particolari nemici sferoidali quando colpiti dal fuoco rilasceranno delle gocce di colore di uno dei tre colori primari, a seconda del livello.
Tali gocce, raccolte nella giusta quantità e depositate in una serie di calderoni, contribuiranno ad ottenere la giusta tinta necessaria per la vittoria del livello. Il giocatore controlla un personaggio sferico, forma assunta dal mago protagonista, che, almeno inizialmente, ha molte limitazioni nei movimento, potendo solo rimbalzare verso destra o sinistra. La raccolta di potenziamenti, rappresentati da bolle verdi che compaiono in luogo di alcuni nemici colpiti, consente di aggiungere controllo al personaggio (aggiungendo inerzia o attivando un sistema di anti-gravitazione), aggiungere potenza di fuoco e, soprattutto, di attivare un'unità di supporto in grado di far fuoco chiamato Catellite (che in effetti è proprio il gatto Nifta). Proprio il drone risulta necessario per il completamento dei livelli, in quanto l'unico in grado di raccogliere le gocce di colorante da depositare nel calderone.
Al termine di ogni passaggio di livello, una breve sezione di sparatutto tipica funge da sezione bonus, quindi, prima di riprendere il normale iter del gioco, i personaggi riacquistano brevemente le loro sembianze nell'antro del mago per il tempo necessario al giocatore di scegliere quale potenziamento acquistare in forma definitiva, ovvero mantenibile anche dopo aver perduto una vita. Nel gioco singolo, l'unico giocatore controlla sia Wizball che il Catellite, mantenendo una certa dipendenza nei movimenti tra i due, mentre nel gioco in due cooperativo il giocatore uno controlla Wizball e il giocatore due il drone di supporto.

## Accoglienza
Di solito Wizball ebbe un buon successo di critica, almeno nelle versioni più conosciute. La versione per Commodore 64 del gioco è stata accolta molto bene dalla stampa specializzata: l'edizione italiana di Zzap! lo ha premiato con un punteggio di 98%, mentre quella inglese un 96%. Meno entusiaste, ma comunque positive, le recensioni di Commodore Computer Club (8/10) e Bit (6,5-7/10) e quelle delle versioni per ZX Spectrum e Amiga, che hanno guadagnato rispettivamente un 80% sull'edizione inglese di The Games Machine e 8 su 10 su CU Amiga. Enigma apprezzò molto la versione Amiga, senza assegnare voti, ma un "applauso" alla Sensible Software.

## Sequel
Nel 1992 Sensible Software ha sviluppato un sequel intitolato Wizkid, anch'esso pubblicato da Ocean Software. Pur mantenento la stessa ambientazione, si tratta di un titolo dalle modalità di gioco completamente differenti.